# In a Tidal Wave of Mystery
| Recensione | Giudizio |
| ---------- | -------- |
| AllMusic   |          |

In a Tidal Wave of Mystery è il primo album discografico in studio del gruppo musicale statunitense Capital Cities, pubblicato nel giugno 2013.

## Il disco
Il duo composto da Ryan Merchant e Sebu Simonian, dopo il successo del brano Safe and Sound, pubblicato nel febbraio 2011, decide di scrivere gli altri pezzi che vanno poi a costituire questo album di debutto.
Collaborano in questo disco André 3000 (OutKast), Frank Tavares (NPR) e Shemika Secrest.
Il disco è stato prodotto e missato dagli stessi Capital Cities e pubblicato dalla Capitol Records, con distribuzione Universal Music Group.
L'artwork è opera dell'artista brasiliano João Lauro Fonte. L'album è stato certificato oro in Messico.

## Tracce
Testi e musiche di Sebu Simonian e Ryan Merchant.
1. Safe and Sound – 3:13
2. Patience Gets Us Nowhere Fast – 3:08
3. Kangaroo Court – 3:43
4. I Sold My Bed, But Not My Stereo – 3:55
5. Center Stage – 4:02
6. Farrah Fawcett Hair (feat. André 3000) – 3:50
7. Chartreuse – 3:39
8. Origami – 3:45
9. Lazy Lies – 2:57
10. Tell Me How to Live – 3:24
11. Chasing You (feat. Soseh) – 3:50
12. Love Away – 3:43

Tracce aggiuntive Edizione Deluxe
1. One Minute More – 3:22
2. Patience Gets Us Nowhere Fast (Napoleon Remix) – 5:17
3. Lazy Lies (CliffLight Remix) – 3:52
4. Nothing Compares 2 U – 4:16 (Prince)
5. Safe and Sound (Dzeko & Torres' Digital Dreamin Remix) – 5:43

## Singoli
- Safe and Sound (1º febbraio 2011)
- Kangaroo Court (9 luglio 2012)
- I Sold My Bed, But Not My Stereo (11 novembre 2013)
- One Minute More (19 giugno 2014)[4]

## Formazione
- Sebu Simonian - voce, sintetizzatori, tastiere, programmazione
- Ryan Merchant - voce, chitarra, programmazione

### Musicisti addizionali
- André 3000 - voce (traccia 6)
- Channing Holmes - batteria
- Manny Quintero - basso
- Spencer Ludwig - tromba
- Brian Warfield - tromba